# وفاة الآنسة دو
جيليكا إيفانا دو هي امرأة إسترالية الأصل كانت تبلغ من العمر اثنين وعشرين عامًا (عادةً ما يُشار إليها بالسيدة دو، فاسمها الأول لم يكن مُتداولًا؛ في التقارير الإعلامية احترامًا للأعراف الخاصة بهم بتجنب تسمية الموتى) تُوفيت في مخفر شرطة جنوب هيدلاند، أستراليا الغربية في عام 2014. ففي الثاني من أغسطس من ذلك العام، استجابت الشرطة لبلاغ أفاد أن شريك دو اعتدى عليها بالضرب. وبمجرد الوصول إلى هذا العنوان، ألقى ضباط الشرطة القبض على دو وشريكها بعدما تحققت أنه صدر في حقها مُذكرة اعتقال بشأن غرامات غير مدفوعة الأجر. أُدينت دو في مخفر شرطة جنوب هيدلاند وأُمرت بقضاء أربعة أيام في الحبس حتى تبرأ من دينها.
بينما كانت في الحبس، شكت دو من ألم وأُخذت مرتين إلى مُستشفى الحرم الجامعي بهيدلاند. اعتقد الطاقم الطبي أن هذه الآلام مُبالغ فيها واشتبه في أنها أعراض انسحاب تعاطي المُخدرات. وفي الرابع من أغسطس، شكت دو من عدم تحملها هذه الآلام. ونقلها ضباط الشرطة، الذين اتهموها بتزييف حالتها، في سيارتهم من الخلف وعادوا إلى المُستشفى مرة أخرى. وأُعلن عن وفاتها فور وصولها بوقت قصير. وأرجعت المُحققة والطبيبة الشرعية روزاليندا فنسينند كلوريندا فوجليني سبب الوفاة الرئيسي إلى عدوى أصابتها جراء كسر شريكها لأحد أضلاعها قبل ثلاثة أشهر مع تعفن في الدم.
كشف تحقيق داخلي للشرطة أن إحدى عشر ضابطًا قد أخفقوا في الالتزام بالقوانين أو اتُهموا بسوء التصرف وصدر في حقهم إنذارات شفوية وكتابية. فيما كشف تحقيق الوفيات أنها عانت من مُعاملة غير مهنية وغير إنسانية من قبل الشرطة وقصور في الخدمات العلاجية من قبل طاقم المُستشفى. كما ثبت أيضًا تأثر كل من طاقمي الشرطة والمُستشفى بأفكار مُسبقة حول السكان الأصليين. وأوصى التقرير بوقف النظام القضائي الداع إلى سجن الأشخاص للغرامات غير مدفوعة الأجر وأن يُقدموا بدلًا منها نظام الإنذار بالاحتجاز. وبعد سنوات من التأخير، دخل نظام الإنذار بالاحتجاز حيز التنفيذ في أكتوبر 2019. وأدخل المُدعي العام لأستراليا الغربية جون كويجلي تعديلات تشريعية لوقف سجن الأشخاص بسبب الغرامات غير المدفوعة في سبتمبر 2019، والتي نُفذت في يونيو 2020.

## خلفية

### الآنسة دو
وُلدت جيليكا إيفانا دو في 26 ديسمبر عام 1991 بميناء هيدلاند، بأستراليا الغربية. كانت دو أحد السكان الأصليين من جماعة ياماتجي. عاشت مع والديها حتى تفرقا حينما كانت في عمر الثالثة، وبعد ذلك نشأت على يد جدتها في جيرالدتون، وبالرغم من ذلك ظل والداها على اتصالات مُنتظمة معها. كانت تُوصف بالطفلة المرحة، والتي كانت تُعاني صحيًا فقط من الربو الخفيف. ووفقًا لعائلتها، أكملت دو عامها الحادي عشر في التعليم الأساسي، وعندما تركت المدرسة، بدا أنها كانت مُرتبطة بمجموعة سيئة وكانت طفلة همجية.
في نوفمبر عام 2009، عندما كانت في سن السابعة عشر، عثرت الشرطة على دو نائمة بالقرب من شاطئ كابل، وحينما أيقظوها، كانت تحت تأثير الكحول وأقسمت عليهم «أنا لا أتذكر أي شيء بعد تعاطى هذا الإكستاسي». ألقت الشرطة القبض عليها بسبب هذا السلوك غير المُنضبط ولم تستطع الإدلاء باسمها أو محل إقامتها، واحتُجزت في مخفر الشرطة طوال الليل. وأطُلق سراحها في اليوم التالي بكفالة، إلا أنها لم تحضر جلسة الاستماع بمحكمة الأطفال وغُرمت 200 دولار. وفي العام التالي عقب عودتها إلى ميناء هيدلاند، تورطت دو في حادثين آخرين إثر اعتدائها على الشرطة، حيث ركلت شرطية حينما كانت تقبض عليها لسلوكها غير المُنضبط، كما حُوكمت بتهمة عرقلة الشرطة والاعتداء عليها وغرمتها المحكمة مرة أخرى.
في 2013 عندما بلغت عامها الحادي والعشرين، دخلت دو في علاقة مع دايون روفين، وهو رجل يبلغ من العمر 42 عامًا ولديه أطفال عدة من شريكاته السابقات، والتي لا تعرفهم دو، وصدر في حقه إدانات جنائية جراء العنف الأسري، إلا أن دو لم تكن تعرف شيئُا حيال هذا الأمر. وفي أواخر ديسمبر من العام نفسه، قالت والدة دو أن ابنتها توقفت عن تعاطي المخدرات وفقدت وزنها أيضًا. وكانت دو قد أخبرت والدتها أنها وروفين كانا يتعاطيان الميثامفيتامين وأن مدفوعات سنترلينك للإعانة نصف الشهرية كانت تُنفق في يوم أو يومين على المُخدرات. وبحلول إجازة عيد الفصح في عام 2014، أخبرت دو جدتها أن روفين اعتدى عليها جسديًا وساعدتها جدتها أن تترك روفين ودفعت نفقات رحلة الأتوبيس لمسافة 1,100 كـم (683.5 ميل) من جيرالدتون إلى كاراثا، حيث لديهم أقارب هناك. اكتشف روفين إلى أين لجأت دو، وبعد عدة أسابيع أقنعها بالعودة معه وعاشا معًا في مسكن مُؤجر في جنوب هيدلاند. وفي يوليو عام 2014، أخبرت دو والدها أن روفين كسر أضلاعها، وعقب ذلك اعترف روفين بالأمر وقال أنه ضربها بعدما طعنته في ساقه بمقص.

### الحبس للغرامات غير المدفوعة في أستراليا الغربية
في عام 1991، صدر قرار اللجنة الملكية بشأن حالات الموت بين صفوف المحبوسين من السكان الأصليين. وكان من إحدى توصياته الـ399 إنهاء إصدار مُذكرات توقيف بشأن الغرامات غير مدفوعة الأجر، وأخرى كان تنفيذ نظام الإنذار بالاحتجاز في جميع الولايات والأقاليم الأسترالية. وفي توقيت وفاة دو، كانت فقط كل من ولاية نيوساوث ويلز وإقليم العاصمة الأسترالية المناطق الوحيدة التي طبقت هذا القرار. ويتألف هذا الإنذار من استشارة قانونية على مدار الساعة وخط هاتفي مُباشر لدعم أي شخص يُحتجز من السكان الأصليين، للتواصل مع مُحامي الخدمات القانونية للسكان الأصليين. واعتبارًا من 2014، لم يُتوف أي شخص من السكان الأصليين في الحجز في نيو ساوث ويلز أو إقليم العاصمة منذ تنفيذ المُخطط.
إبان وفاة دو، كان أستراليا الغربية هي الولاية الوحيدة التي لا تزال تسجن الأشخاص بسبب الغرامات غير المدفوعة؛ بينما كانت نيوساوث ويلز أول ولاية تتخلى عن هذه المُمارسة بعد وفاة في الحجز عام 1987. في كل عام بين 2010 و2014، كان هناك أكثر من ألف شخص يتم إرسالهم إلى السجن في أستراليا الغربية بسبب الغرامات غير المدفوعة، وثلث النساء المسجونة هناك كانت لهذا السبب. واعتبارًا من 2014، كان سدس المسجونين من السكان الأصليين بسبب الغرامات غير المدفوعة، وتزايد هذا العدد من 33 إلى 233 ما بين عامي 2008 و2013. وفي عام 2015، أقر رئيس وزراء أستراليا الغربية، كولن بارنت، أن الرقم الفعلي للأشخاص المسجونين بسبب الغرامات غير المدفوع غير معلوم ولكنه أكثر بكثير مما تُظهره الوثائق الرسمية، حيث أن إحصائيات الحكومة تُسجل فقط من أُرسلوا إلى السجن، وليس أولئك الذين وُضعوا في زنزانات الشرطة لفترات أقل. ما بين مُنتصف 2006 ومٌنتصف 2016، كانت نسبة 73% من غرامات الإناث المُتعثرات في أستراليا الغربية عاطلات عن العمل، مع نسبة 64% من السكان الأصليين. ووفقًا لمُمثل الدائرة القانونية المُجتمعية، فإن أستراليا الغربية هي الولاية الوحيدة التي كانت تستخدم السجن كطريقة أساسية للتعامل مع الغرامات غير المدفوعة، فيما كانت تستخدمها الولايات الأخرى كخيار أخير. فعقوبة السجن هذه كان سينتج عنها سجل إجرامي، بينما في جميع الولايات والأقاليم الأسترالية الأخرى كانت تُعد مسألة مدنية. ولم تمتلك شرطة أستراليا الغربية السلطة التقديرية لتجاهل إنذارات إلقاء القبض بسبب هذه الغرامات تحت أي ظرف من الظروف.

## القبض عليها
في الثاني من أغسطس 2014، تلقت الشرطة اتصالًا هاتفيًا يُخبرهم أن روفين اخترق قواعد العنف المنزلي الإسترالية، وفي التحقيق الأخير بشأن وفاتها، لم يُقدم أحد أي دليل عن هوية المُتصل. قبل ذلك بثلاثة أشهر، صدرت مُذكرة توقيف بحقها بسبب الغرامات غير المدفوعة المُتعلقة بثلاثة عمليات اعتقال حينما كانت في سن المُراهقة. وعندما وصلت الشرطة إلى منزلهم وتحدثت إلى شريكها، اكتشفوا مُذكرة التوقيف المُعلقة الصادر بحقها. قُبض على كليهما ووُضعا في زنزانات مُجاورة في مخفر شرطة جنوب هيدلاند، بلغ إجمالي غرامات دو 3,622 دولارًا أستراليًا، وأجبرت على البقاء بالسجن لمدة أربعة أيام كعقوبة لها على عدم سداد جزء من ديونها، والتي قُدرت ب 250 دولار عن اليوم الواحد. اعتبارًا من مارس 2016، كان روفين في السجن لانتهاكه الأوامر القضائي المُتعلقة بالعنف المنزلي والسطو والاعتداء والأضرار الجنائية. ألغى مجلس مراجعة سجناء غرب أستراليا، قائلةً «أنه يُمثل تهديدًا قاتلًا على المجتمع».

## تدهور الحالة والموت
شكت دو من ألم فور إلقاء القبض عليها. وعندما سألت الشرطة دو لماذا تتألمين؟ كانت إجاباتها غامضة، وكان روفين يجلس بجوارها أثناء استجوابها. أعطتها الشرطة قرصي باراسيتامول، واصطحبتها إلى مُجمع الصحة بهيدلاند. في الثامنة مساء تلك الليلة، وبعد فحص قصير، حصلت دو على مُعدل أربعة في فرز المصابين، وهو ثاني أدنى مُعدل في الاستعجال. وفي وقت لاحق، صرحت الطبيبة آني لانج، التي قامت بتقييم حاله دو، أنها تعتقد أن آلام دو حقيقة، إلا أنها كانت تُبالغ في حالتها، وأنها أعطتها عقاري ديازيبام وأوكسيكودون، وأعلنت أنها بحالة جيدة ومُستقرة بما يكفي للعودة إلى حجز الشرطة. وأُعيدت ده إلى زنزانتها بعد ذلك بوقت قصير.
على مدار العشرين ساعة التالية، رأى الشهود بكاء دو وأنها تطلب المُساعدة وتتقيأ وتطلب العودة إلى المُستشفى. وأظهرت لقطات كاميرات المُراقبة أن دو طُلب منها تقييم درجة آلامها من أصل عشرة، وأجابت أنها عشرة بالفعل. عندما ذهب الرقيب ريك بوند، كبير الضباط، إلى الخدمة في 3 أغسطس، أخبره زملاؤه بحالة دو. وبدوره، اتصل بوالدها ليسأله عما إذا كان بإمكانه دفع غرامات دو حتى يتمكن من إطلاق سراحها، إلا أنه أخبره أنه ليس لديه الكثير من المال وأضاف أنها أيضًا كانت تتعاطى الميثامفيتامين. فيما قال بوند في التحقيقات، في وقت لاحق، أن دو كانت تتحايل عليهم وتُزيف حالتها حتى يُخروجها من زنزانتها؛ وأخبر زملائه الآخرين برأيه. وفي وقت مُتأخر من ذلك المساء، نقلت الشرطة دو مُكبلة الأيدي، مرة أخرى إلى المُجمع الصحي. أفادت مُلاحظات الطاقم الطبي أن دو كانت تبكي من الألم، وتُعاني من تسارع ضربات القلب بمُعدل 126 ضربة في الدقيقة وشخير وجفاف. لم يأخذوا قياس درجات الحرارة بسبب نقص موازين الحرارة. وقالت مُمرضة الفرز، أليس هيذرينجتون، للشرطة أن ذلك رُبما يكون انسحابًا من تعاطي المُخدرات. وقام الطبيب فافا نادري، الذي شهد حاله دو في المُجمع الصحي الليلة الماضية، بإجراء فحص الموجات فوق الصوتية على صدرها، وسمح لها بمُغادرة المُستشفى ووصف لها قرص باراسيتمول وقال إنها في حالة جيدة بما يكفي للعودة إلى حجز الشرطة. وكانت مُلاحظاته ليلتها أنها قضايا سلوكية ومُخدرات. وأظهرت لقطات كاميرات المُراقبة، التي أُخذت، حينما أعادت الشرطة دو إلى المركز تعليق إحدى الضباط وهو يقول «باراسيتمول؟ باراسيتمول بعد كل هذا؟» كما أظهرت الكاميرات أيضًا بوند وهو يأخذ شخص مُحتجز لدى الشرطة إلى زنزانة دو، وطلب منه أن ينظر إليها، قائلًا «هذا ما سيحدث لك في نهاية المطاف وسينتهي بك الأمر هنا مثل هذه المرأة، إنه لدرس جيد لك لعدم للإقلاع عن تعاطي المُخدرات».
طلبت دو الذهاب إلى المُستشفى مرة أخرى صبيحة يوم 4 أغسطس، وقالت للضباط إنها لم تعد قادرة على الوقوف. وصرحت الضابطة شيلي برجيس، التي وصلت إلى مُناوبتها للتو، أن الرقيب بوند أخبرها أن دو كانت «مُدمنة»؛ و«مليئة بالتفاهات» و«تُزيف مرضها». وقالت برجيس إنها قبلت تأكيده باعتبار أن «كلمته كانت قانونًا» وأنه اشتهر بالهجوم اللفظي على الأشخاص الذين استجوبهم. وشهدت أن بوند همس في أذن دو قائلًا: «أنتِ مجرد مُدمنة سخيفة ذهبتي إلى المستشفى مرتين من قبل». وقال بوند أنه لم يُخبر دو بأنها مُدمنة، على الرغم من أنه استخدم هذا المُصطلح حينما كان يتحدث عنها مع ضباط آخرين. وقال إنه أخبرها «هذه هي آخر مرة تذهبين فيها إلى المُستشفى» بعدما وافقت على العودة إلى مخفر الشرطة مرة أخرى. وأظهرت كاميرات المراقبة برجيس وهي تُجبر دو على الجلوس على الأرض. وبعدما أفلتت ذراعها، تراجعت دو إلى الخلف وسقطت واصطدمت رأسها بالخرسانة؛ إلا أن برجيس أخبرت التحقيقات أن دو قد انزلقت. وفي الثانية عشرة ونصف، أرسلها الرقيب بوند إلى المُستشفى للمرة الثالثة. وقاما كل من برجيس وكريستوفر ماتيير بتقييدها بالأصفاد ووضعوها في الجزء الخلفي بشاحنة الشرطة؛:87 فيما رصدت كاميرات المُراقبة تأوهات دو من الألم، بينما يُسكتها ماتيير قائلًا: «اخرسي». عند وصولها للمُجمع الصحي، أخبر ماتيير المُمرضة: «أن تضعها جانبًا، فهي تُزيف الحقائق»،:89 إلا أن طاقم التمريض أجاب بالنفي قائلًا «أنها بالفعل أُصيب بنوبة قلبية». حاول فريق من الطاقم الطبي إنعاش دو؛ إلا أن ماتيير استمر في إخبارهم بأنها كانت تُزيف حالتها بينما كانوأ يقومون بمُحاولة الإنعاش.:89 وبعد مرور 53 دقيقة من وصولها، أعلنت المُستشفى وفاة دو. وسجلت وفاتها ما يقرب من 340 حالة وفاة بين صفوف السكان الأصليين في الحجز منذ إقرار الهيئة الملكية للحد من ذلك عام 1991.

## تقرير الطبيب الشرعي

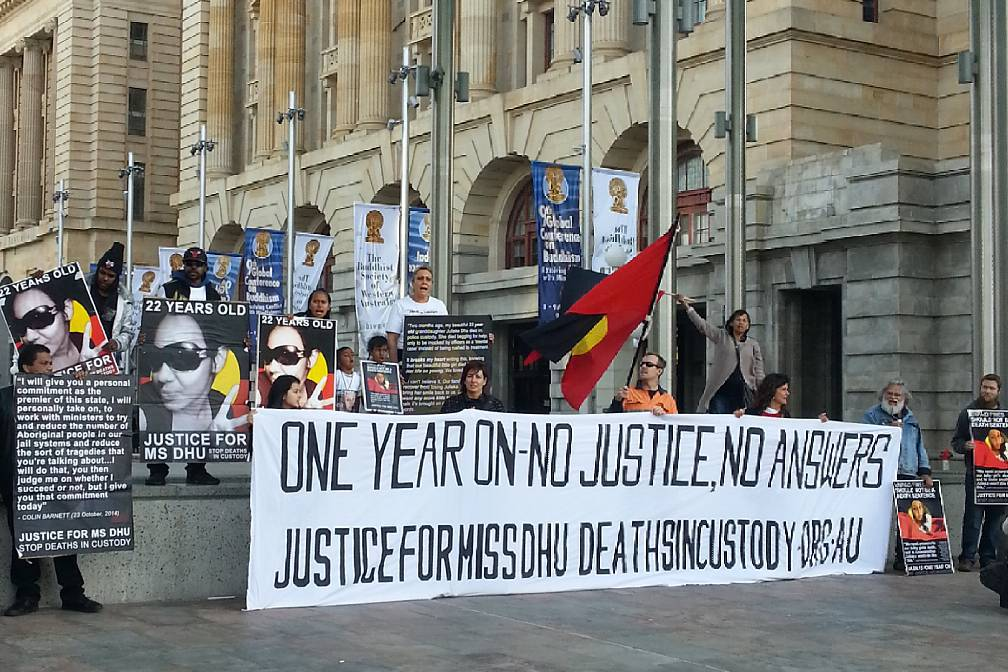
وقفة احتجاجية في الذكرى الأولى لوفاة دو

في أكتوبر 2014، وبعد الإعلان عن مزيد من التفاصيل عن فترة احتجازها، طلبت أسرة دو تحقيق الطبيب الشرعي في وفاتها. كما طالبوا بإنهاء عُقوبة السجن للغرامات غير المدفوعة، وإدخال نظام الإنذار بالاحتجاز، ورعاية طبية على مدار 24 ساعة مع الرقابة المُستقلة في جميع مراكز الشرطة وإعادة استثمار العدالة في المُجتمعات وليس السجون. ودعم روبن تشابل من حزب الخضر في أستراليا الغربية هذه المُطالبات. وفي ذلك الوقت، قيل أن حكومة وشرطة أستراليا الغربية كانتا لا تزالا تحقق في الأمر وأنهم في صدد إعداد تقرير الطبيب الشرعي. وأعرب رئيس الوزراء، كولن بارنت، عن مُواساته لعائلة دو في تجمع حاشد في برث أواخر 2014، ووعد أن يتأكد «أن الحقيقة كاملة ستظهر»، إلا أنه أصر أن التحقيق الذي يُطالبون به غير ضروري. في فبراير 2016، بدأت جماعة ناشطة مجهولة تُدعى حلفاء السيدة دو في عرض صور لها ولعائلتها على مبانٍ في برث لرفع مستوى الوعي حول وفاتها وللتحقيق القادم. وفي الذكرى الأولى لوفاة دو، نُظمت احتجاجات عدة في جميع أنحاء أستراليا مُطالبةً بالتحقيق. جذبت وفاة دو ونشاط أسرتها اهتمام وسائل الإعلام الوطنية، وهو أمر نادر الحدوث فيما يتعلق بوفيات السكان الأصليين في الحجز.
بدأ التحقيق في نوفمبر 2015. وحُذر الجمهور من أن أي شخص يرتدي قميصًا يحمل كلمات عبارة «العدالة لجيليكا» سوف يُمنع من الدخول؛ وبالفعل، لم يُسمح بالدخول لامرأتين ترتديان قمصان كُتب عليها «مُدافعون عن حقوق السكان الأصليين». في اليوم الأول، سمع المُحققون أن سبب وفاة ده هو التهاب رئوي وتعفن الدم الناتج عن الأضلاع التي كسرها روفين قبل ثلاثة أشهر. كما عُرضت أيضًا صور لقطات كاميرات المراقبة لدو في حجز الشرطة. واستُجوب كل من أفراد عائلة دو والطاقم الطبي الذي شارك في العلاج مع عشرة من ضباط الشرطة. وشهدت والدة دو أنها اتصلت مرتين بمركز الشرطة وطلبت التحدث إلى دو أثناء احتجازها، إلا أنه لم يُسمح لها بذلك. وأثناء التحقيق، مثل جورج نيوهاوث، محامي حقوق الإنسان، لجنة مُراقبة الوفيات في الحجز. وفي الأيام التي أعقبت بدء التحقيق، تعرضت عائلة دو لسيل من التعليقات عبر الإنترنت، تُفيد أن دو حصلت على ما تستحقه لأنها كانت مُجرمة.
أصر كل من أفراد الشرطة والطاقم الطبي أنهم كانوا يعتقدون أن دو كانت تُزيف مرضها؛ وقالت برجيس أنها كانت تعتقد أن دو تظاهرت بالإغماء حتى تحصل على علاج أسرع. وتوصل التحقيق إلى أن 11 ضابط شرطة قد تلقوا إخطارات تأديبية لإخفاقهم في اتباع الإجراءات الصحيحة وأن تحقيقًا داخليًا للشرطة أظهر أن أربعة منهم «تورطوا في سلوك غير مهني» وأن تعامُلهم مع الموقف كان دون أي إحساس بالضرورة المُلحة... وأنهم أخفقوا في فهم خطورة الموقف والاستجابة له. وتلقت برجيس أشد الإجراءات التأديبية من بين الإحدى عشر ضابطًا؛ وهو إخطار تأديبي من مُساعد المُفوض لعدم جديتها في مُعالجة الموقف بعدما اصطدمت رأس دو بالخرسانة. فيما تلقى ثلاث ضباط آخرين تحذيرات كتابية، وسبعة على تحذيرات شفهية. ولم تُؤد أي من هذه التحذيرات إلى اتخاذ إجراءات تأديبية فورية؛ إلا أنها أثرت فقط على فرصتهم في الترقي. وأخبر مُعظم ضباط الشرطة التحقيق أنهم لم يفهموا ماهية الإخطارات أو الأسباب التي استلموا من أجلها هذه الإخطارات. إلا أنه وفي وقت لاحق، ترقى اثنين من هؤلاء الضباط الذين تلقوا تحذيرات؛ فيما استقال الرقيب بوند من الشرطة، وقال في التحقيق إنه فعل ذلك «لأسباب عائلية». وعندما سُئل عن «هل عامل دو بطريقة غير إنسانية»، أجاب بوند: «لا أود القول بأنها غير إنسانية. فقط يُمكنني القول أنها غير مهنية». وأدلى خبير طبي بشهادته قائلًا أن حالة دو شُخصت بشكل صحيح في المرة الثانية التي ذهبت فيها إلى المُستشفى، وأنه كان من المُمكن إنقاذ حياتها. فيما علقت ساندرا طومسون، طبيبة الصحة الريفية في جامعة أستراليا الغربية، في التحقيقات أنه إذا كانت دو من الطبقة البيضاء المُتوسطة، كانت ستتلقى المزيد من الجهود لفهم ماهية الآلام التي كانت تُعاني منها؛ لذا، فإن هذا ما تُمثله العنصرية المُؤسساتية. وبدوره، قال الضابط الطبي المسؤول جانيسان ساكاراباني إن حرم هيدلاند الصحي ليس لديه ثقافة العنصرية النظامية، ورفض الرأي القائل بأنه لو كانت دو من أصحاب البشرة البيضاء، لكانت عُوملت بشكل مُختلف.
قالت الطبيبة الشرعية روزاليندا فوجليني أن التحقيقات اكتملت في 15 ديسمبر 2016.:165 وخلصت فوجليني إلى أن الشرطة أخضعت دو لمُعاملة غير مهنية وغير آدمية، وكانت أقل بكثير من المعايير العادية المُتوقعة. وأفادت أن مُعاملة دو في زيارتها الثانية للمُستشفي كانت غير كافية، وأن كل من أفراد الشرطة والطاقم الطبي كانوا مُتأثرين بأفكار مُسبقة حول السكان الأصليين، وأن اصطحابها مٌكبلة اليدين وهي فاقدة للوعي تقريبًا أمرًا مُخزيًا. ورفضت فوجليني طلبات عرض لقطات احتجاز دو أثناء سير التحقيقات، حفاظًا على خُصوصيتها وأن ذلك يعلو المصلحة العامة. وسبب هذا الرفض تأجج عائلى دو وجماعات حقوق السكان الأصليين، والذين قالوا أن هذا الرفض يرقى إلى مستوى التستر على العنصرية. ودعت حملة على وسائل التواصل الاجتماعي تحت هاشتاج releasethecctv# عرض اللقطات. وبعد تسليم نتائج التحقيق، أمرت فوجليني بنشر اللقطات للعامة، باستثناء زيارتها الثالثة للمُستشفى. ولم توص فوجليني بأية مُلاحقات جنائية ضد الشرطة أو الطاقم الطبي، على الرغم من توصيتها وقف مُمارسات سجن الأشخاص بسبب الغرامات غير مدفوعة الأجر والتطبيق الإلزامي لنظام الإنذار بالاحتجاز.

## رد الفعل علي التحقيقات
كانت عائلة دو غير راضية عن النتيجة لأن التحقيق لم يُحمل أي شخص مسؤولية وفاتها، وأخبروا وسائل الإعلام أنهم يعتزمون المُضي قُدما في المزيد من الإجراءات القانونية. وقال مُفوض شرطة أستراليا الغربية، كارل أوكالاجان، أن قوات الشرطة أخفقت في توفير السلامة والرفاهية والكرامة لدو. فيما قال دينيس إيجينجتون، المديرة التنفيذية للخدمات القانونية للسكان الأصليين بأستراليا الغربية، أن توصيات الطبيب الشرعي كانت جيدة، إلا أنها جاءت بعد فوات الأوان. وعقب استلام نسخة من التحقيق، أشار رئيس الوزراء، بارنت، إلى أنه لن يُنفذ أيًا من توصياته.
بعد فترة وجيزة من صدور التحقيق، ألّف المُغني فيليكس ريبل أغنية تأبين بعنوان السيدة دو، وأطلق فيديو مُوسيقيًا مُصاحبًا ينتقد الشرطة والحكومة عقب وفاتها. ملأت صور دو ولقطات مُعاملة الشرطة لها مواقع الإنترنت بالتعاون مع حركات حياة السود مهمة وقولوا اسمها وآيدل نو مور، والذين كان لهم الفضل في خلق التضامن بين حملات السكان الأصليين من أجل العدالة وحركات أمريكا الشمالية والحركات العالمية.
أفاد مقال في صحيفة الدراسات الاجتماعية القانونية أن وفاة دو كانت مُرتبطة بطبيعتها بالعنصرية الجنسانية والمُؤسسية والهيكلية المُستوطنة في أستراليا، وأن تقرير الطبيب الشرعي أظهر القليل من الاهتمام حيال هذا الأمر، وبدلًا من ذلك، أرجع الوفاة إلى سلسلة من الأخطاء الفردية. وأشار المقال إلى أن التحقيق وجد أن الشخص الوحيد الذي عامل دو بكرامة كان الضابط الأقل خبرة، حيث لم يكن تعرض بعد إلى الكثير من ثقافة قوات شرطة أستراليا الغربية. وتوصل مقال في صحيفة دراسات استعمارية مُستوطنة إلى نتائج مُماثلة، قائلًا أن التحقيق كان مُحاولة شكلية للحفاظ على الاستعمار الأسترالي، والذي كان غير قادر على مُعالجة أسس مُعاناة دو: النظام الأبوي الاستعماري ونزع الملكية في شكل مُستوطنة سجن الدولة.

## تداعيات
في يونيو 2015، أعلنت حكومة أستراليا الغربية، في رد فعل مُباشر عقب وفاة دو، أن مراكز احتجاز الشرطة ستكون أكثر أمانًا وأنه سوف يتم بذل الجهود لإبقاء بعض مُرتكبي الجرائم ذوي المستوى المُتدني والمُجرمين الشباب خارج الحجز. ولم تُوضح ما إذا كان ذلك سيشمل الأشخاص ذوي الغرامات غير المدفوعة. ورحبت الخدمات القانونية للسكان الأصليين بأستراليا الغربية بهذا الإعلان، ولكنها قالت أنها بحاجة إلى الدعم بالفعل. وقالت جدة دو أن التغيرات المطروحة لم تُعالج جميع مخاوفها، وعلى الرغم من ذلك فهي بداية جيدة. وعارض السياسي جو فرنسيس، وزير الخدمات الإصلاحية، بعد ذلك، أية مُخططات من شأنها إنهاء سجن الأشخاص بسبب الغرامات غير المدفوعة؛ ودعى في وقت سابق من ذلك العام إلى تشديد العُقوبات على المُتخلفين عن سداد الغرامات، بما في ذلك فترات سجن أطول. وقال مارك نيوهاوث، رئيس لجنة مُراقبة وفيات الحجز بأستراليا الغربية، أن مُقترح فرنسيس جعل الحكومة، التي وعدت سابقًا بتخفيض معدل حبس السكان الأصليين تبدو كأنها كذبة، وقالت عالمة الجريمة بجامعة أستراليا الغربية، هيلدا توبيكس، أن مثل هذا الاقتراح، من شأنه، أن يُؤثر سلبًا على السكان الأصليين، والنساء والمُتضررون من الفقر.
في مايو 2016، أوصى تقرير نيل مارجون، مُفتش خدمات الحراسة، أن تتوقف أستراليا الغربية عن سجن الأشخاص بسبب الغرامات غير مدفوعة الأجر. وذكر تقريره قضية دو. وفي أكتوبر 2016، عرض نايجل سكوليون، الوزير الفيدرالي لشؤون السكان الأصليين، أن يُمول أول ثلاث سنوات من تنفيذ القرار في أي ولاية تشرع في تطبيق نظام الإخطار المُسبق بالحجز. إلا أن حكومة غرب أستراليا الغربية رفضت العرض. في مارس 2017، وقبيل انتخابات الولاية لعام 2017، انتقدت عائلة دو كلا الحزبين السياسيين الرئيسيين في أستراليا الغربية لعدم دعمهما لمثل هذا المُخطط. وأعرب الحزب الليبرالي آنذاك عن مُعارضته للبرنامج، فيما قال حزب العمال إنه ربما يُفكر في هذا المُخطط، إلا أنه لم يُقدم أي التزامات. وأعلن حزب العمال عن دعمه لإنهاء سجن الأشخاص للغرامات غير مدفوعة الأجر.
في سبتمبر 2017، مُنحت عائله دو 1.1$ مليون دولار عوضًا عن الوفاة وتلقت اعتذارًا رسميًا من حكومة ولاية أستراليا الغربية. ولم يمنع هذا التعويض عائلة دو من اتخاذ المزيد من الإجراءات القانونية، والتي كانت مُنفصلة عن الدعوى المدنية المرفوعة أمام المحكمة العليا في أستراليا الغربية في يوليو 2017. وقالت جدة دو إنها فُوجئت بالدفع والاعتذار، رغم أنها كانت تُفضل رُؤية أشخاص مسؤولين يُحاسبون ويُعاقبون على وفاة دو. أكد المُدعي العام لأستراليا الغربية جون كويجلي، الذي أعلن عن الدفع، على نيته تطبيق إلزام نظام الإخطار المُسبق بالحجز. وفي أكتوبر 2017، أبُلغ عن الحكومة الفيدرالية الأسترالية لمُجادلتها الولايات والأقاليم الأخرى لتنفيذ نظام الإخطار المُسبق بالحجز. وأيد كويجلي هذا النظام، قائلًا «أعتقد أنه تشريع مُنقذ للحياة. أنا مُتأكد أنه لو تم الاتصال بالخدمة القانونية للسكان الأصليين بشأن اعتقال الآنسة دو لكانت النتيجة مُختلفة تمامًا». ووقع ما يقرب من 20000 شخص في أقل من أسبوع واحد على عريضة على الإنترنت تدعو إلى تطبيق نظام الإخطار المُسبق بالحجز.
في السابع من مايو 2018، أُبلغت ابنة عم دو، أليرا كيلي رايدر، بمُذكرة توقيفها بتهمة عدم دفع الغرامات، والتي بلغت قيمتها 3,744$. كانت كيلي رايدر تُسدد مدفوعات الغرامات بانتظام، إلا أنها لم تعد قادرة على ذلك بعد أن أصبحت عاطلة عن العمل. وقامت بعض الحملات الجماهيرية بجمع المال لسداد الغرامات واتصلت كيلي رايدر بوكالة تنفيذ دفع الغرامات بأستراليا الغربية في ذلك الأسبوع وعرضت عليهم دفع الدين، إلا أنها أُخبرت بسحب الإنذار. واعتقدت كيلي رايدر أن الدعاية المُحيطة بقضيتها تسببت في سحب المُذكرة، على الرغم من ذلك تسائلت، ماذا عن كل شخص في موقعي؛ هل سيقومون بسحب إنذارات اعتقالهم؟. في ذلك الوقت، كان من المُتوقع تقديم مُقترح إصلاح إلى برلمان أستراليا الغربية لإنهاء سجن الأشخاص بسبب الغرامات غير مدفوعة الأجر في أواخر 2018. وفي أكتوبر 2018، قال جون كويجلي إنه سيُدخل تعديلات تشريعية بشأن الغرامات غير المدفوعة في 2019.
وفي 21 مايو 2018، أعلنت حكومة أستراليا الغربية إعادة النظر في عرض الحكومة الفيدرالية لتمويل نظام الإخطار المُسبق بالحجز، وأن هذه الخدمة ستدخل حيز التنفيذ نهاية 2018، وأن الخدمات القانونية للسكان الأصليين في أستراليا الغربية سوف تُطبق هذه الخدمة. وتأخرت الخدمة مرات عدة بسبب مشكلات تتعلق بالتمويل، على الرغم من إطلاقها في أكتوبر 2019.
في سبتمبر 2019، ألقت قوات الشرطة القبض على امرأة من السكان الأصليين تعرضت لاعتداء عنيف وسُجنت لغرامات غير مدفوعة الأجر بعد أن طلبت مُساعدتهم. بعد هذه الحادثة، قال كويجلي إن هذه التعديلات التشريعية ستدخل في غضون أسابيع. وقُدمت هذه التشريعات المذكورة في وقت لاحق من ذلك الشهر، وحصلت على الموافقة الملكية في 19 يونيو 2020. وفي اليوم التالي، أُلغيت جميع أوامر القبض المُتعلقة بحق المُتعثرين عن دفع الغرامات، ولم يعد يُسمح بإصدار أوامر جديدة حيال ذلك.